# Isola di Petrov
L'isola di Petrov (in russo Остров Петрова?) è una piccola isola russa del mar del Giappone, nell'Estremo Oriente russo. Appartiene amministrativamente al Lazovskij rajon del Territorio del Litorale. L'isola è disabitata.

## Geografia
L'isola è lunga circa 1 km e ha una superficie di circa 0,4 km². Si trova vicino alla costa, di fronte alla spiaggia della "sabbia che canta" (Поющего песка), nome dovuto alla finissima sabbia bianca del litorale che, in presenza di vento, produce un suono simile a un fischio. Il lato nord dell'isola è abbastanza piatto, mentre quello sud-orientale è roccioso e luogo di nidificazione del cormorano nero (Phalacrocorax sulcirostris). L'isola di Petrov è situata a sud-ovest del golfo Sokolovskaja e della cittadina di Preobraženie.
Due scogli vicini alla costa orientale a causa della loro forma sono chiamati popolarmente Ded e Baba (Дед и Баба), i nomi di due popolari personaggi di fiabe. A nord-est c'è la piccola isoletta Bel'cova (Остров Бельцова, 42°52′23″N 133°49′06″E).

## Flora
L'isola fa parte della riserva del Lazovskij rajon, messo sotto tutela da parte dello Stato per preservare l'unicità della flora e della fauna costiera. Molte specie di piante sono sopravvissute all'era glaciale e hanno proprietà medicinali. Tra queste: la radice di ginseng, Eleutherococcus, Schisandra, Aralia. Sull'isola c'è un vecchio boschetto di tassi, alcuni alberi hanno 200-300 anni. Oltre ai famosi alberi di tasso sull'isola crescono molte specie endemiche della regione: pino coreano, vite selvatica rododendri e orchidee.

## Storia
L'isola di Petrov è stata abitata dal Neolitico (VIII-III millennio a.C.) fino al Medioevo.
Il rinvenimento di ornamenti e utensili dimostra che è stata la residenza dei principi Balhae (698 - 926). È considerata l'ultima roccaforte del popolo Jurchen nella guerra contro i conquistatori mongoli. Nei secoli VIII e XIX, l'isola era abitata da cinesi Han, fuggiti dall'Impero.
L'isola prende il suo nome dall'ufficiale della marina russa ed esploratore Aleksandr Ivanovič Petrov (Александр Иванович Петров; 1828-1899) membro della spedizione dell'Amur di G. I. Nevel'skoj (1852-1855).